# Nonsens
Nonsens (låneord fra engelsk, fra latin "non" (ikke) "sensus" (mening)) er et udtryk, der bruges, når man vil markere, at en ytring er meningsløs. Ordet bruges næsten udelukkende nedsættende, det vil sige rettet mod en andens tekst eller tale, ofte endda med eftertryk: Nonsens!
I komikken kan der også gøres brug af nonsens for enten at gøre grin med nogen eller bare for at vise det, efter deres mening, sjove i nonsens. Der gøres typisk brug af nonsens i britisk humor.[kilde mangler]